# Соф'ян Шакла
Соф'ян Шакла (ісп. Sofian Chakla, араб. سفيان شاكلا, нар. 2 вересня 1993, Кенітра) — марокканський футболіст, захисник бельгійського клубу «Ауд-Геверле» та національної збірної Марокко.

## Клубна кар'єра
Народився 2 вересня 1993 року в місті Кенітра, в дитячому віці перебрався до Іспанії. Вихованець юнацьких команд «Лас Норіас», «Ла Мохонера» та «Малага».
У дорослому футболі дебютував 2012 року виступами за другу команду «Малаги», в якій провів півтора сезони на рівні четвертого іспанського дивізіону. Згодом ще півроку відіграв на тому ж рівні за «Реал Бетіс Б».
Влітку 2014 року перейшов до угорського «Відеотона», де протягом сезону не зумів пробитися до основного складу, після чого повернувся до Іспанії. Протягоі другої половини 2010-х виступав на рівні третього і четвертого іспанських дивізіонів, захищаючи кольори команд «Ла-Рода», «Ель-Ехідо», «Альмерія Б», «Мелілья» та «Вільярреал Б».
Протягом 2020—2021 років провів декілька матчів за головну команду «Вільярреала», після чого півроку перебував в оренді в «Хетафе».
Влітку 2021 року на правах вільного агента приєднався до бельгійського «Ауд-Геверле».

## Виступи за збірні
Протягом 2013—2014 років залучався до складу молодіжної збірної Марокко. На молодіжному рівні зіграв у 5 офіційних матчах.
2021 року дебютував в офіційних матчах у складі національної збірної Марокко.
У складі збірної був учасником Кубка африканських націй 2021 року, що проходив на початку 2022 року в Камеруні, взяв участь в одній грі цього турніру.
| Дата       | Місто | Господарі | Результат | Гості        | Турнір                                   | Голи | Примітки |
| ---------- | ----- | --------- | --------- | ------------ | ---------------------------------------- | ---- | -------- |
| 30-3-2021  | Рабат | Марокко   | 1 – 0     | Бурунді      | Відбір до Кубка африканських націй 2021  | -    |          |
| 12-6-2021  | Рабат | Марокко   | 1 – 0     | Буркіна-Фасо | товариський матч                         | -    |          |
| 12-10-2021 | Рабат | Гвінея    | 1 – 4     | Марокко      | Відбір до ЧС 2022                        | -    | 55'      |
| 18-1-2022  | Яунде | Габон     | 2 – 2     | Марокко      | Кубок африканських націй 2021 - 1-й етап | -    | 89'      |
| Усього     |       | Матчів    | 4         |              | Голів                                    | 0    |          |

## Титули і досягнення
- Чемпіон Угорщини (1):

«Відеотон»: 2014–15
- Володар Кубка Азербайджану (1):

«Сабах»: 2024–25